# Brachyponera
Brachyponera é um gênero de insetos, pertencente a família Formicidae.

## Espécies
- Brachyponera arcuata (Karavaiev, 1925)
- Brachyponera atrata (Karavaiev, 1925)
- Brachyponera batak (Yamane, 2007)
- Brachyponera brevidorsa Xu, 1994
- Brachyponera chinensis (Emery, 1895)
- Brachyponera christmasi (Donisthorpe, 1935)
- Brachyponera croceicornis (Emery, 1900)
- Brachyponera flavipes (Yamane, 2007)
- Brachyponera jerdonii (Forel, 1900)
- Brachyponera lutea (Mayr, 1862)
- Brachyponera luteipes (Mayr, 1862)
- Brachyponera mesoponeroides Radchenko, 1993
- Brachyponera nakasujii (Yashiro, Matsuura, Guénard, Terayama & Dunn, 2010)
- Brachyponera nigrita (Emery, 1895)
- Brachyponera obscurans (Walker, 1859)
- Brachyponera pilidorsalis (Yamane, 2007)
- Brachyponera sennaarensis (Mayr, 1862)
- Brachyponera tianzun (Terayama, 2009)
- Brachyponera wallacei (Yamane, 2007)